# Tesařík obecný
Tesařík obecný (Stictoleptura rubra) je poměrně hojný brouk z čeledi tesaříkovitých. Byl původně řazen do poměrně rozsáhlého rodu Leptura, poté byl přeřazován různými autory do různých rodů (viz tabulka vpravo). V současnosti uznávané jméno je Stictoleptura rubra.  

## Vzhled

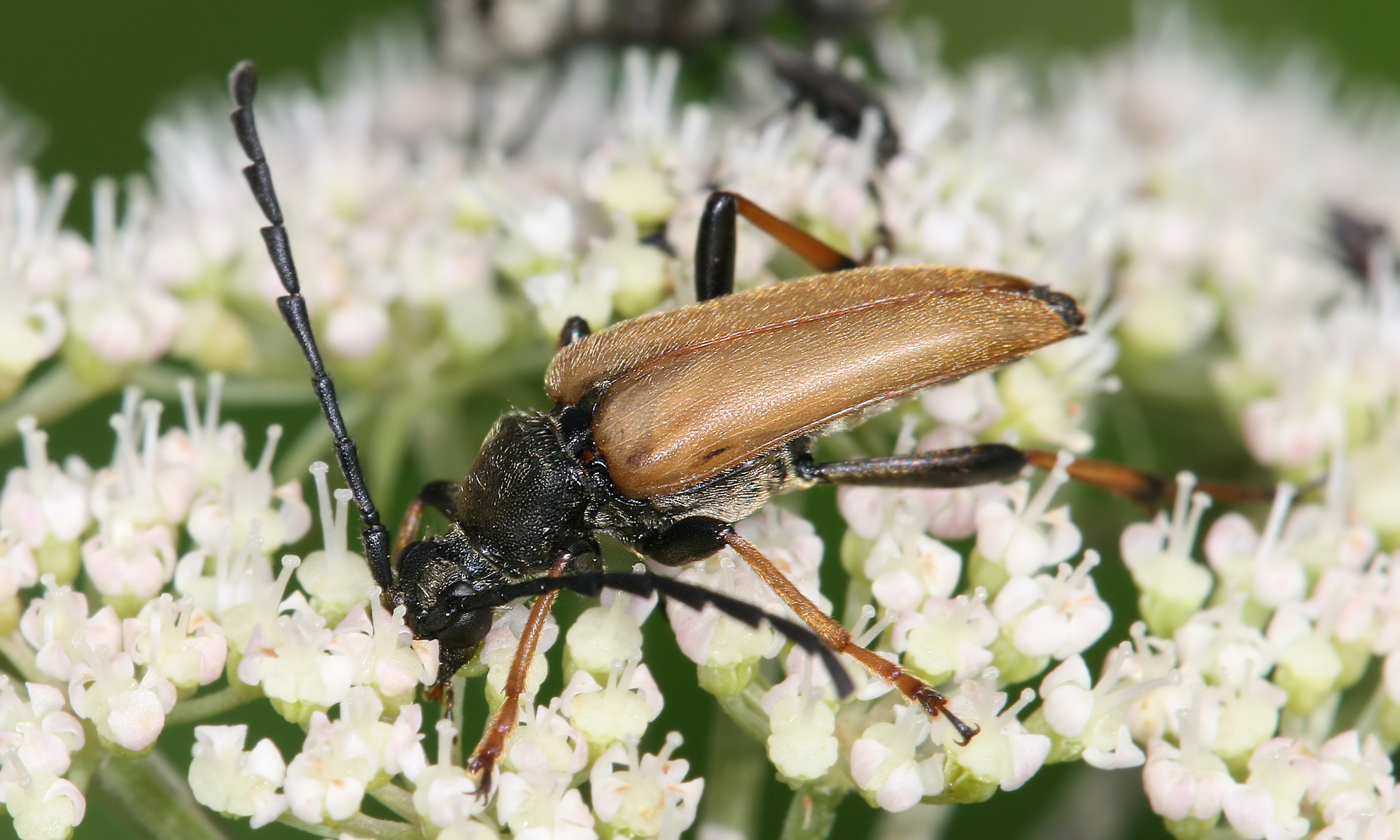
Tesařík obecný, sameček

Délka těla 1 až 2 centimetry. Tesařík obecný se vyznačuje výraznou pohlavní dvojtvárností. Samička bývá větší a mohutnější, krovky i štít má rezavě červené. Sameček je drobnější, krovky má žlutohnědé a štít černý. Sameček má taky výrazněji pilovitá tykadla než samička.

## Rozšíření
Těžištěm rozšíření je Evropa, zasahuje však i na jih do severní Afriky a na východ na Sibiř až k Bajkalskému jezeru.

## Výskyt
V České republice je běžný od nížin až do hor, ve středních a vyšších polohách je však hojnější než v nížinách. Nejpočetněji se vyskytuje v červenci. Žijí v lesích, na přilehlých loukách či na lesních pasekách.

## Biologie

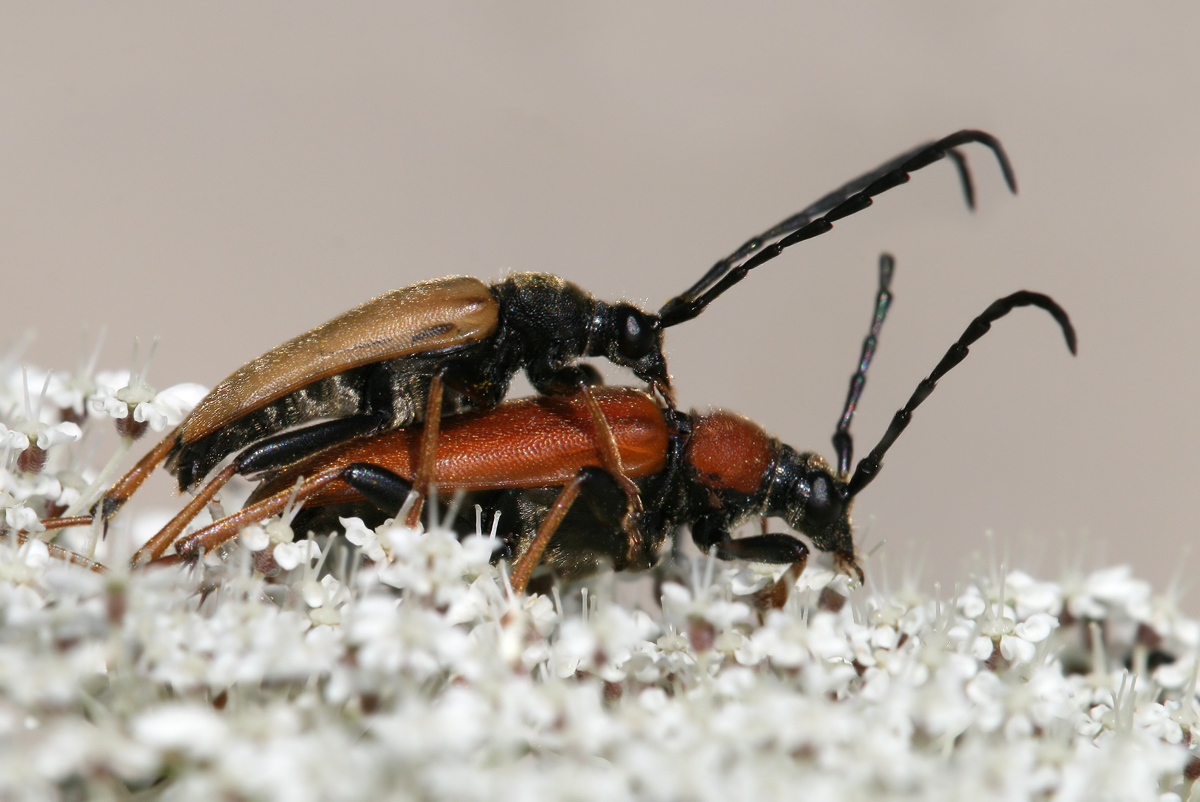
Tesařík obecný, páření

Brouci létají v teplých slunečných dnech a usedají na květy (často miříkovitých rostlin), kde se živí pylem nebo květními částmi. Často jsou také k spatření na starých pařezech nebo jiném mrtvém dřevě, do kterého samičky kladou vajíčka. Nejčastěji si vybírají smrkové a borové dřevo, měné často jedlové či modřínové, v severní Evropě dubové. Larvy vykusují ve dřevě křivolaké chodby, které ucpávají drtí. Jejich vývoj trvá dva roky, na jeho konci se vrací k povrchu dřeva, kde se kuklí. Noví dospělci později vylézají okrouhlými otvory. Tesařík obecný je schopen stridulace (vydává vrzavé zvuky).